# Challenger del Biobío 2022
Il Challenger del Biobío 2022 è stato un torneo professionistico maschile di tennis giocato sulla terra rossa. È stata la 1ª edizione del torneo, facente parte della categoria Challenger 80 nell'ambito dell'ATP Challenger Tour 2022. Si è giocato al Club de Campo Bellavista di Concepción, in Cile, dal 14 al 20 marzo 2022. L'evento è stato organizzato e finanziato in collaborazione dal governo e dalla Associazione tennistica della regione del Biobío e dalla Federazione tennistica cilena.
Quello stesso anno si era giocata sugli stessi campi la seconda edizione del Challenger Concepción, a sua volta parte della categoria Challenger 80, che era però organizzata dal circuito Dove Men+Care Legión Sudamericana creato dall'ex tennista Horacio de la Peña  per garantire maggiori opportunità ai tennisti sudamericani con una serie di tornei che si svolgono in diversi paesi del continente.

## Partecipanti

### Teste di serie
| Nazionalità | Giocatore                  | Ranking* | Testa di serie |
| ----------- | -------------------------- | -------- | -------------- |
| Bolivia     | Hugo Dellien               | 101      | 1              |
| Perù        | Juan Pablo Varillas        | 117      | 2              |
| Argentina   | Tomás Martín Etcheverry    | 123      | 3              |
| Cile        | Nicolás Jarry              | 142      | 4              |
| Cile        | Marcelo Tomás Barrios Vera | 145      | 5              |
| Rep. Ceca   | Vít Kopřiva                | 165      | 6              |
| Argentina   | Camilo Ugo Carabelli       | 175      | 7              |
| Argentina   | Facundo Mena               | 183      | 8              |

* Ranking al 7 marzo 2022.

### Altri partecipanti
I seguenti giocatori hanno ricevuto una wild card per il tabellone principale:
- Gonzalo Bueno
- Diego Fernández Flores
- Daniel Antonio Núñez

I seguenti giocatori sono entrati nel tabellone come alternate:
- Evan Furness
- Paul Jubb
- Genaro Alberto Olivieri

I seguenti giocatori sono passati dalle qualificazioni:
- Hernán Casanova
- Corentin Denolly
- Daniel Dutra da Silva
- Facundo Juárez
- Juan Bautista Torres
- Gonzalo Villanueva

## Punti e montepremi
| Torneo    | Torneo              | V     | F     | SF    | QF    | 3T  | 2T  | 1T  | Q | Q3 | Q2  | Q1  |
| Singolare | Punti               | 80    | 50    | 30    | 16    | 7   | 4   | 0   | 2 | 0  | 1   | 0   |
| Singolare | Premi in denaro ($) | 7 200 | 4 240 | 2 510 | 1 460 | 860 | 520 | 390 | 0 | 0  | 260 | 130 |
| Doppio    | Punti               | 80    | 50    | 30    | 16    | –   | –   | 0   | – | –  | –   | -   |
| Doppio    | Premi in denaro ($) | 3 100 | 1 800 | 1 080 | 640   | –   | –   | 360 | – | –  | –   | –   |

## Campioni

### Singolare
Tomás Martín Etcheverry ha sconfitto in finale  Hugo Dellien con il punteggio di 6–3, 6–2.

### Doppio
Andrea Collarini /  Renzo Olivo hanno sconfitto in finale  Diego Hidalgo /  Cristian Rodríguez con il punteggio di 6–4, 6–4.